# Gaetano Ambrico
Gaetano Ambrico (Grassano, 12 ottobre 1917 – Grassano, 14 ottobre 2007) è stato un politico italiano.